# Happy Birthday, Türke! (Film)
Happy Birthday, Türke! ist eine deutsche Kriminalkomödie aus dem Jahre 1991. Regie und Drehbuch führte Doris Dörrie. Der Film basiert auf dem gleichnamigen Roman von Jakob Arjouni. Der Film hatte im Oktober 1991 seine Uraufführung bei den Hofer Filmtagen und startete am 9. Januar 1992 in den Kinos.

## Handlung
Der Film spielt hauptsächlich in Frankfurt am Main und Kronberg im Taunus.
Der türkischstämmige Privatdetektiv Kemal Kayankaya bekommt Besuch von Ilter Hamul. Diese beauftragt ihn, den Mörder ihres Mannes Ahmed zu finden. Zur deutschen Polizei hat sie kein Vertrauen mehr.
Kemal erkundigt sich unter dem Vorwand, dass er von der türkischen Botschaft sei, auf dem Polizeirevier. Als seine richtige Identität jedoch ans Licht kommt, verweigert man ihm weitere Auskünfte. Bei seinen Ermittlungen in der Familie seiner Klientin Ilter kommt er dahinter, dass Ahmeds verstorbener Schwiegervater Yasif Hamul ihn in die Drogenszene gebracht hatte. Zusammen dealten sie mit Drogen. Ahmed brachte auch Ilters Schwester Ayşe auf Drogen.
Von der drogenabhängigen Prostituierten Hanna Hecht erfährt Kemal, dass auch sie von dem Gespann Ahmed/Yasif mit Drogen versorgt wurde und sie deshalb eine Affäre mit Yasif hatte. Bei seinen Ermittlungen hilft Kemal der pensionierte Kommissar Theobald Löff.
Kemal findet heraus, dass Kriminalkommissar Futt Yasif erpresst hatte mit Drogen zu dealen. Ein Mädchen aus Kronberg, welches dies mitbekam, musste deshalb sterben. Als Yasif aus der Drogenszene aussteigen wollte, kam er bei einem mysteriösen Autounfall ums Leben, an dem Futt ebenfalls schuld war.
Der Familie erzählt Kemal, dass auch Ahmed von Futt getötet wurde. In Wirklichkeit wurde Ahmed jedoch von seinem Schwager Yılmaz ermordet, aus Rache für seine drogenabhängige Schwester.

## Kritiken
„Ein routiniert inszenierter Krimi mit komödiantischen Tönen, der seinen Reiz aus dem Zusammenprall von türkischer und deutscher Mentalität zu beziehen versucht, dabei letztlich aber zu sehr auf Klischees, oberflächliche Genre-Muster und einige arg brutale Effekte setzt.“

Hansa Czypionka wurde für die Hauptrolle in dem Film mit dem Bayerischen Filmpreis als bester Nachwuchsdarsteller ausgezeichnet.